# Antonio Sabato Jr.
Antonio G. Sabàto Jr. (ur. 29 lutego 1972 w Rzymie) – amerykański aktor, producent telewizyjny, scenarzysta, reżyser i model.
Po raz pierwszy zyskał sławę w latach 90. jako jeden z najpopularniejszych modeli bielizny dla Calvina Kleina i grając postać Jaggera Catesa w operze mydlanej ABC Szpital miejski (General Hospital, 1992–1995). Wystąpił też w operach mydlanych – TV FOX Melrose Place (1995) i CBS Moda na sukces (The Bold and the Beautiful, 2005–2006).
Sabàto bez powodzenia był kandydatem Republikanów do Kongresu USA w wyborach 2018 w 26. okręgu Kalifornii, które wygrała Julia Brownley z Partii Demokratycznej.

## Życiorys

### Wczesne lata
Urodził się w Rzymie jako jedyny syn Czeszki Yvonne Kabouchy i Antonia Sabàto, włoskiego aktora znanego ze spaghetti westernów. Jego ojciec urodził się w Montelepre w regionie Sycylia, w prowincji Palermo. Jego dziadek ze strony matki był arystokratą i Czechem, a jego babka była Żydówką i przeżyła Holocaust.
Dorastał wraz z siostrą Simonne. W 1984 wraz z rodziną zamieszkał w Beverly Hills, obywatelstwo amerykańskie otrzymał w listopadzie 1996. Uczęszczał do St. Bernard High School w Los Angeles. Po ukończeniu szkoły średniej Beverly Hills High, mając szesnaście lat wyjechał do Nowego Jorku.

### Początki kariery
Karierę w amerykańskim showbiznesie zapoczątkował jako przystojniak w stroju topless w teledysku Janet Jackson do utworu pt. „Love Will Never Do Without You” (1990) z udziałem Djimona Hounsou.
Zastąpił Marka Wahlberga podczas kampanii reklamowej męskiej bielizny Calvina Kleina na lato 1996. Plakaty przedstawiające roznegliżowanego Sabàto Juniora, wykonane przez amerykańskiego fotografa Herba Rittsa, trafiły w latach 90. na billboardy w okolicy Times Square. Był na okładkach „Vogue” (edycja niemiecka w sierpniu 1991), „TV Guide” (w marcu 1993), „Playgirl” (w kwietniu 1993), „Young & Modern” (w październiku 1996), „Cowboys & Indians” (w lipcu 1997), „Time Out New York” (w marcu 1998), „Men’s Fitness” (w listopadzie 1999), „Health & Fitness” (zima 2000), „The Advocate” (w sierpniu 2004), „Men’s Workout” (w kwietniu 2012) i tureckiego magazynu „Petcity” (w grudniu 2012). W 1994 zwyciężył w plebiscycie magazynu „People” na 50. najpiękniejszych ludzi.

### Rozwój kariery
Z ojcowską pomocą otrzymał rolę nastoletniego Kevina Foste’a we włoskim filmie sensacyjno–przygodowym klasy B Chłopak o stalowych dłoniach (Il Ragazzo delle mani d’acciaio, 1990). Popularność wśród telewidzów zdobył dzięki roli dobrodusznego boksera Jaggera Catesa w operze mydlanej ABC Szpital miejski (1992–1995), za którą był trzykrotnie nominowany do nagrody Soap Opera Digest. W serialu Stevena Spielberga Ziemia 2 (Earth 2, 1994–1995) wystąpił jako Alonzo Solace, a także w roli menadżera Jacka Parezi, obelżywego eks-męża Amandy Woodward (Heather Locklear) w sześciu odcinkach opery mydlanej Melrose Place (1995). W 1996 wcielił się w postać Harry’ego Gordiniego, byłego żołnierza, w telewizyjnym filmie akcji Pseudonim Rosomak (Code Name: Wolverine). Na kinowym ekranie zagrał postać jednego z czterech najemników-zawodowych morderców w wybuchowej komedii Mocne uderzenie (The Big Hit, 1998) z udziałem Marka Wahlberga.
Debiutował jako producent australijskiego filmu telewizyjnego Co do sekundy (Seconds to Spare, 2002), gdzie zagrał także agenta Paula Blake’a. W komediodramacie Testosteron (Testosterone, 2003) u boku Davida Sutcliffe’a został obsadzony w roli argentyńskiego kochanka–geja, Pabla Alesandra, który wyszedł pewnego wieczoru na papierosa i nigdy nie wrócił. W sitcomie Warner Bros. Do usług (The Help, 2004) był partnerem ekranowym Tori Spelling i wcielił się w postać niegrzeszącego rozumem prywatnego trenera. W operze mydlanej CBS Moda na sukces (The Bold and the Beautiful, 2005–2006) wystąpił w roli gwałtownego artysty malarza i rzeźbiarza Dante Damiano. Jego kreacja seryjnego mordercy Henry’ego w dreszczowcu Drifter: Henry Lee Lucas (2009) została uhonorowana nagrodą na festiwalu filmowym w Beverly Hills.
W 2014 wziął udział w 19. edycji programu Dancing with the Stars i ze swoją partnerką Cheryl Burke znalazł się na ósmym miejscu. W 2016 w Rio All Suite Hotel and Casino w Las Vegas występował gościnnie w rewii striptizerów Chippendales.
Powrócił na mały ekran w trzech dreszczowcach Lifetime – Sekret z przeszłości (Secrets from Her Past, 2011) jako dr Shawn Tessle, Mroczny raj (Remote Paradise, 2016) w roli niebezpiecznego Frederico, który przybiera tożsamość zamordowanego kapitana łodzi Dario i Zainspirowany do zabijania (Inspired to Kill, 2016) w roli uznanego powieściopisarza kryminałów, który morduje winowajców swojej dziewczyny (Olivia d’Abo). W dreszczowcu Taniec śmierci (Dance Night Obsession, 2019) wystąpił jako utalentowany choreograf.
Sabàto jako aktywny chrześcijanin wziął udział w produkcjach chrześcijańskich – Jeden naród przed Bogiem (One Nation Under God, 2020) w drugoplanowej roli senatora Viery w chrześcijańskim dramacie Jeden naród przed Bogiem (One Nation Under God, 2020), za którą otrzymał nagrodę na Festiwalu Filmów Chrześcijańskich – Kościele Baptystów w Menchville w Newport News, oraz Bóg nie umarł: My, Naród (God’s Not Dead: We the People, 2021) jako Mike McKinnon z Davidem A.R. White.

## Publikacje
1 stycznia 1999 została wydawana jego autorska książka Bez wymówek: Program ćwiczeń na całe życie (No Excuses: Workout for Life) i szybko zyskała na popularności.
23 lipca 2020 ukazała się jego książka Sabato The Untold Story.

## Polityka
W 2016 poparł Donalda Trumpa na prezydenta. Przemawiał na Narodowej Konwencji Republikanów w 2016, popierając kandydata partii. Sabàto twierdził, że po tym, jak wyraził poparcie dla Trumpa, został umieszczony na czarnej liście Hollywood. Ze względu na swoje przekonania polityczne, został wycięty z reality show, w którym brał udział. W 2018 bez rezultatu ubiegał się o fotel kongresmena w Kalifornii, został pokonany przez kandydata Demokratów. Później porównał swoją walkę o znalezienie pracy w showbiznesie z byciem Żydem podczas Holokaustu i powiedział, że celebryci kpili z niego na stronie mediów społecznościowych Twittera. W 2019 przeniósł się na Florydę, gdzie podjął pracę dla firmy budowlanej.

## Życie prywatne
16 maja 1992 ożenił się z Alicią Tully Jensen (ur. 1963), jednak w 1993 roku doszło do rozwodu. Z nieformalnego związku z aktorką Virginia Madsen (1993-98), z którą spotkał się na planie serialu Ziemia 2 (Earth 2), ma syna Jacka Antonio (ur. 6 sierpnia 1994), a ze związku z Kristin Rosetti ma córkę Minę Bree (ur. 29 sierpnia 2002).
Od 2009 spotykał się z piosenkarką i autorką tekstów piosenek Cheryl Moanę Marie, którą poślubił 25 września 2012. Mają syna Antonio Harveya Sabato III (ur. 1 maja 2011). Rozstali się w grudniu 2016, a ich rozwód został sfinalizowany 19 czerwca 2018. Nunes twierdziła, że Sabàto nadużywał leków na receptę i nie ukończył nawet jednego miesiąca z trzymiesięcznego programu odwykowego. Sabàto potwierdził, że był uzależniony od środków nasennych na receptę, a nie od benzodiazepiny, jak twierdziła Nunes, ale przyznał, że w przeszłości miał problem z nadużywaniem substancji, w szczególności metamfetaminy.

## Filmografia

### Filmy fabularne
- 1990: Karate Rock (Il Ragazzo delle mani d'acciaio) jako Kevin Foster
- 1991: Tortilla drogowa (Fuga da Kayenta) jako Emiliano
- 1997: Wysokie napięcie (High Voltage) jako Johnny Clay
- 1998: Okrążenia (Circles) jako Jeremy Bonner
- 1998: Mocne uderzenie (The Big Hit) jako Vince
- 1999: Goosed jako dr Steven Stevenson
- 2000: Wietnamski eksperyment (The Chaos Factor) jako Jack Poynt
- 2001: Wojna umysłów (Mindstorm) jako Dan Oliver
- 2001: Shark Hunter jako Spencer Northcut
- 2002: Dead Above Ground jako sierżant Dan De Sousa
- 2003: Wasabi Tuna jako Frederico
- 2003: Testosteron (Testosterone) jako Pablo Alesandro
- 2005: Twarde lądowanie (Crash Landing) jako Masters
- 2007: Unmade Man jako Chris Paciello
- 2009: Drifter: Henry Lee Lucas jako Henry Lee Lucas
- 2011: Goły narzeczony (Balls to the Wall) jako wuj Sven
- 2012: Głupi, głupszy, najgłupszy (The Three Stooges) jako przystojniak Bobby
- 2015: Intikam jako Varol
- 2019: Mikołaj mimo woli (Santa In Training) jako Eddie
- 2019: Taniec śmierci (Dance Night Obsession) jako Miguel Avila
- 2020: One Nation Under God jako senator Viera
- 2021: Carolina's Calling jako Martin Haas
- 2021: Bóg nie umarł: My, Naród (God’s Not Dead: We the People) jako Mike McKinnon
- 2022: Trail Blazers jako John

### Filmy TV
- 1991: ...Se non avessi l'amore jako Pier Giorgio Frassati
- 1993: Moment prawdy: Dlaczego moja córka ? (Moment of Truth: Why My Daughter ?) jako A.J. Treece
- 1994: Ciupołamacze (Jailbreakers) jako Tony
- 1995: Jej ukrywana prawda (Her Hidden Truth) jako detektyw Matt Samoni
- 1996: Pseudonim Rosomak (Code Name: Wolverine) jako Harry Gordini
- 1996: Dreszcz emocji (Thrill) jako Jack Colson
- 1996: Zabójczy wygląd (If Looks Could Kill) jako John Hawkins
- 1998: Padre papà jako Don Giuseppe
- 1998: Doskonała ucieczka (The Perfect Getaway) jako Randy Savino
- 1999: Fatalny błąd (Fatal Error) jako Nick Baldwin
- 2000: Baza 2 (The Base 2: Guilty as Charged) jako sierżant John Murphy
- 2000: Vola Sciusciù jako Tony
- 2000: Ostatnia wspinaczka (Final Ascent) jako Dawid
- 2000: Długi strzał (Longshot) jako Tommy Sutton
- 2002: Hyperdźwiękowy (Hyper Sonic) jako Grant Irvine
- 2002: Co do sekundy (Seconds to Spare, Australia) jako agent Paul Blake
- 2003: Chłopak pilnie poszukiwany (See Jane Date) jako Timothy Rommelly
- 2003: Zapomniany gatunek (Bugs) jako Matt Pollack
- 2005: Zagrożenie z kosmosu (Deadly Skies) jako Donovan
- 2005: Jane Doe. Póki śmierć nas nie rozłączy (Jane Doe: Til Death Do Us Part) jako Joey Angelini
- 2007: Zrujnowane życie (Reckless Behavior: Caught on Tape) jako Greg Vlasi
- 2007: Mrówki w samolocie (Destination: Infestation) jako agent Ethan Hart
- 2008: Podróż widmo (Ghost Voyage) jako Michael
- 2011: Sekret z przeszłości (Secrets from Her Past) jako dr Shawn Tessle
- 2014: All I Want for Christmas jako Mike Patterson
- 2016: Hometown Hero jako Jason
- 2016: Inspired to Kill jako Paul
- 2016: Dark Paradise jako Dario
- 2017: Hometown Hero jako Jason

### Seriale TV
- 1992–94: Szpital miejski (General Hospital) jako Jagger Cates
- 1994–95: Ziemia 2 (Earth 2) jako Alonzo Solace
- 1995: Melrose Place jako Jack Parezi
- 1995: Szpital miejski (General Hospital) jako Jagger Cates
- 1996: Nowe przygody Supermana (Lois & Clark: New Adventures of Superman) jako Bob Stanford
- 1999: Wasteland – odcinek pt. Double Date jako Jack
- 1999: Ród (Tribe) jako Jack Osborne
- 1999: Ally McBeal jako Kevin
- 2000: Czarodziejki (Charmed) jako Bane Jessup
- 2000: Po tamtej stronie (The Outer Limits) – odcinek pt. Skin Deep jako Chad Warner
- 2004: Do usług (The Help) jako trener Dwayne
- 2004: Becker jako facet w metrze
- 2004: Połowa i połowa (Half & Half) jako Carlo
- 2005: Joey jako Kyle
- 2005–2006: Moda na sukces (The Bold and the Beautiful) jako Dante Damiano
- 2008: Agenci NCIS jako Dale Kapp
- 2008: General Hospital: Night Shift jako Jagger Cates
- 2009: Hoży doktorzy jako on sam
- 2010: Kości (serial telewizyjny) jako terrorysta
- 2010: CSI: Kryminalne zagadki Nowego Jorku (CSI: NY) jako Davi Santos
- 2011: Rozpalić Cleveland (Hot in Cleveland) jako Leandro
- 2013: Hell’s Kitchen w roli samego siebie
- 2013: Wirtualna liga (The League) jako ojciec Zaragosa
- 2013: Castle (serial telewizyjny) jako Ramon Russo
- 2015: Szpital miejski (General Hospital) jako Jagger Cates